# Giuseppe Veneziano
Giuseppe Veneziano, né le 22 février 1971 à Mazzarino (Caltanissetta, en Sicile), est un peintre italien et l'une des figures de proue de l'art italien des groupes Pop et nouveau-né italien.

## Biographie
Il a reçu un diplôme en architecture de l'Université de Palerme en 1996, après avoir travaillé en tant que dessinateur et illustrateur pour des journaux en Sicile. Il s'installe d'abord à Bologne, où il a collaboré avec le studio d'architecture Glauco Gresleri, puis définitivement à Milan où il vit et travaille.
En 2004, Veneziano produit un spectacle au pub Le Trottoir à Milan, qui mettait en scène des portraits controversés d'Oussama Ben Laden et de Maurizio Cattelan (la dernière avec un nœud coulant autour de son cou), ces deux peintures ont par la suite été présenté sur la couverture du Flash Art Magazine.
Son travail a été par la suite inclus dans l'Arsenal de Venise, section de la 55e édition de la Biennale de Venise
L'artiste est également représenté par la galerie Contini dans Venise et la Gestalt-galerie à Milan,.
Les stylistes Dolce et Gabbana repèrent une de ses peintures du Christ sur la croix portant une paire de leur marque de sous-vêtements, en mémoire de la Biennale de Venise où ils ont commandé à l'artiste un portrait d'eux avec la vierge dépeint comme à l'effigie de la chanteuse Madonna Ciccone,.